# Kupfertitel
Unter einem Kupfertitel versteht man im Buchwesen einen ganzseitigen Kupferstich, der als Titelseite oder auch als Seite vor der eigentlichen Titelseite eines Buchs gebunden ist. Der Titelseite gegenüber gebundene Abbildungen (Seite vor der Titelseite verso) werden Frontispiz genannt. Existiert eine eigene Titelseite, sind auf dem Kupfertitel bzw. Frontispiz meist nur ausgewählte bibliographische Angaben vermerkt.

## Aussehen
Der Kupfertitel enthält sowohl die schriftlichen als auch graphischen Elemente des Titelblatts. Oftmals sind Kupfertitel prächtig illustriert und zeigen allegorische Darstellungen, Wappen oder den Mäzen, der den Druck des Werks ermöglicht hat.
Enthalten Kupfertitel selbst weitere einzelne Kupferstiche oder beinhaltet eine Titelseite Kupferstiche, werden diese Titelkupfer genannt, kleinere Kupferstiche Titelvignetten.

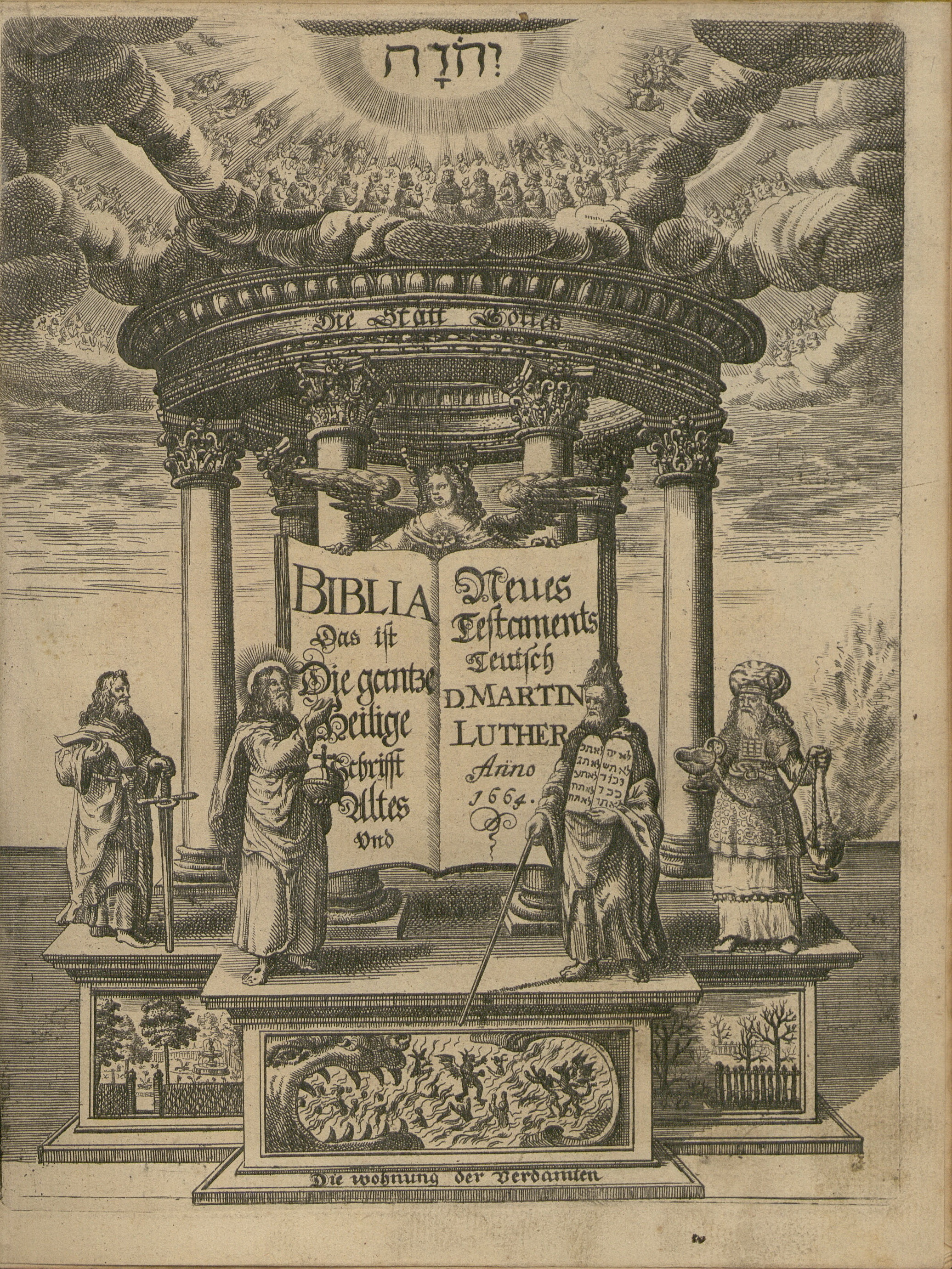
Schleswiger Bibel (1664)
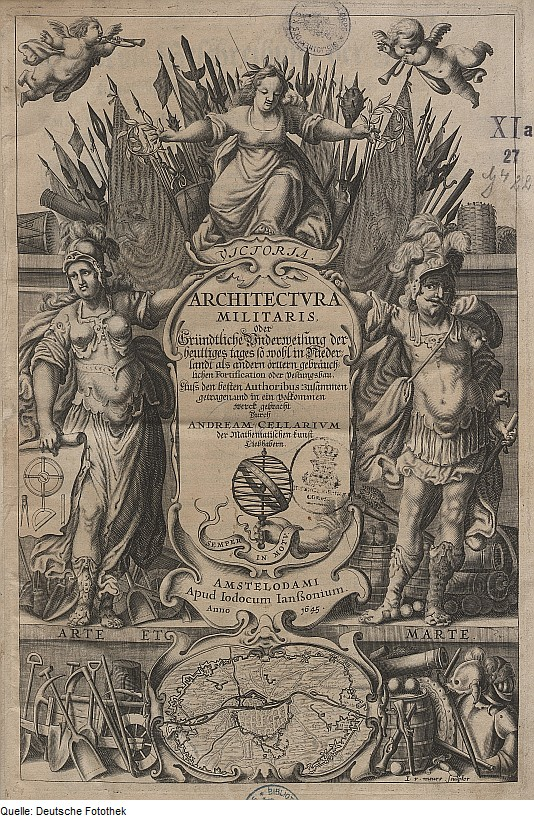
Andreas Cellarius Allegorie des Kriegswesens (1645)
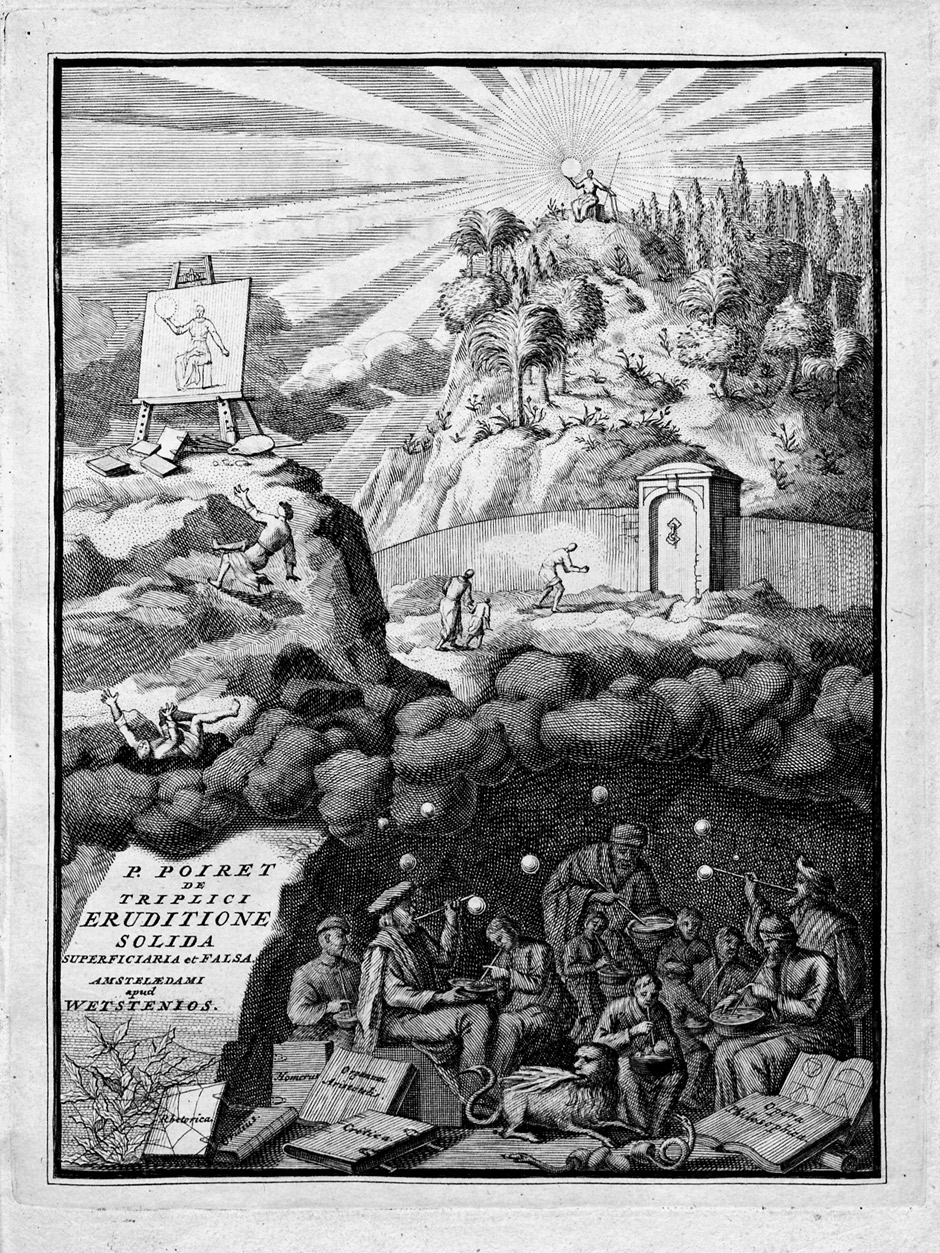
Pierre Poiret: De eruditione triplici solida (1707)
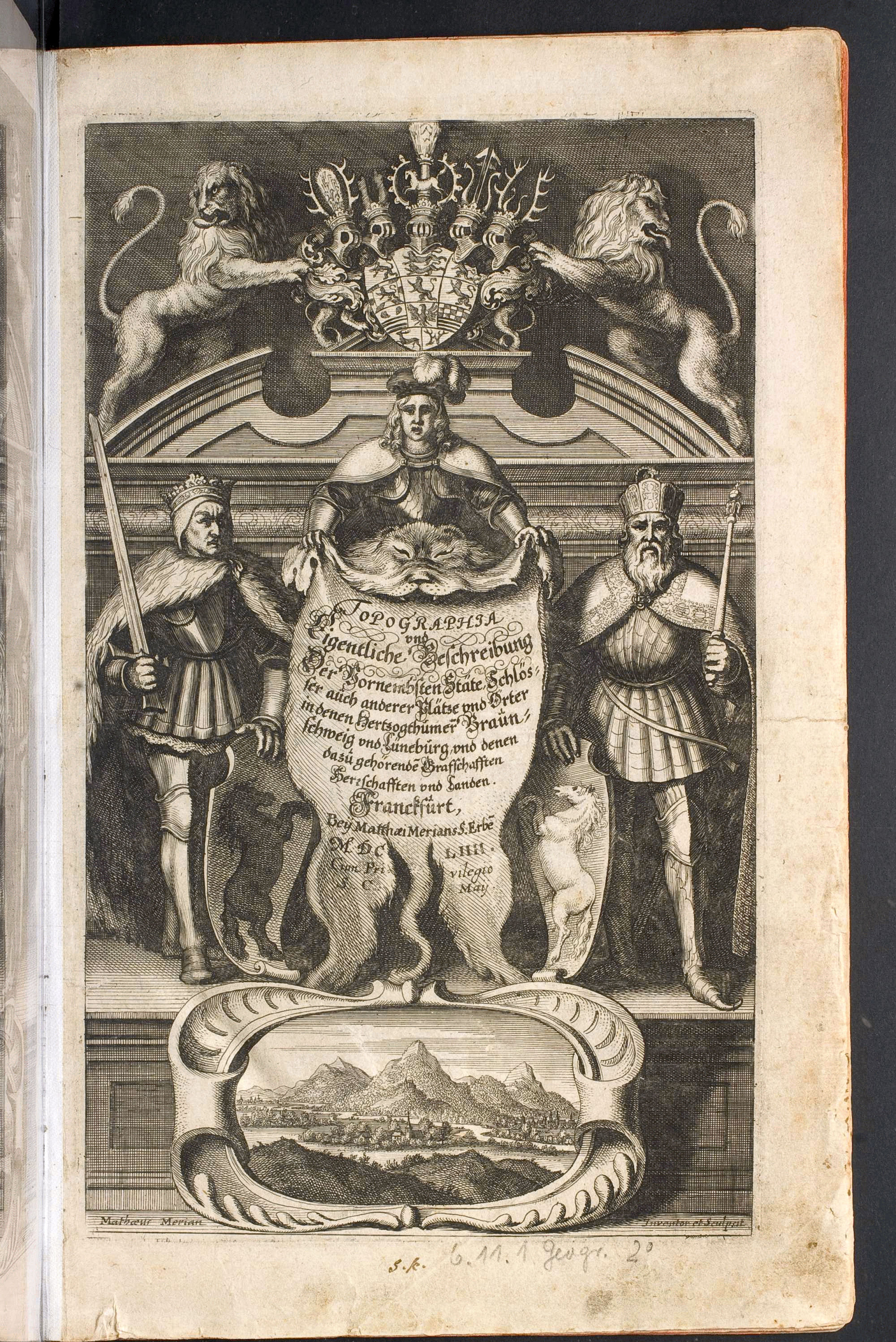
Matthäus Merian der Ältere: Topographia Lüneburg (1654/1658)
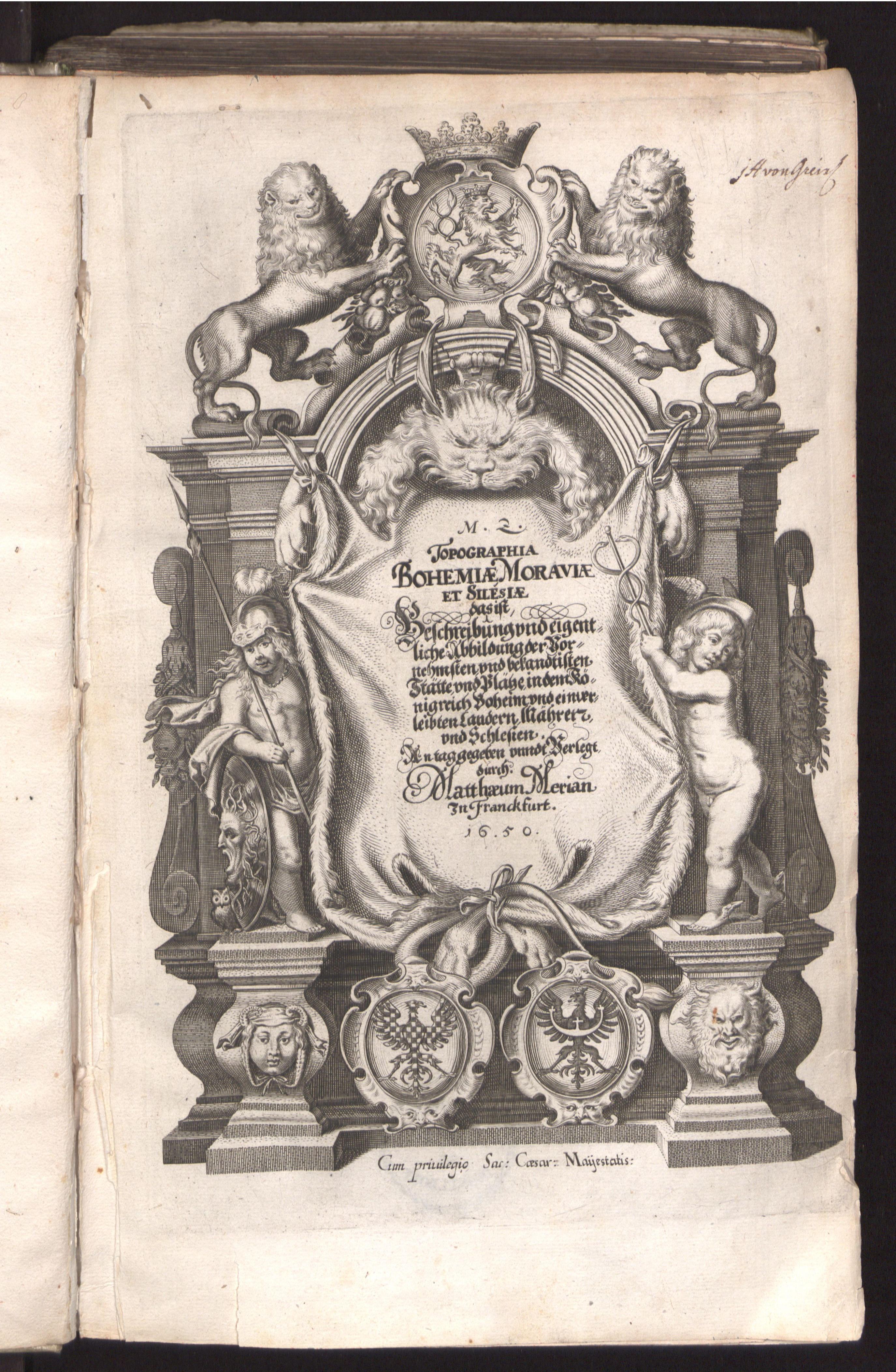
Matthäus Merian der Ältere: Topographia Bohemiae (1650)

## Verwendung
Kupfertitel kamen v. a. im 17. Jahrhundert in der Epoche des Barock und auch im 18. Jahrhundert auf, als sich das Druckwesen bereits etabliert hatte und im Sinne des Zeitgeistes prunkvolle und repräsentative Werke geschaffen werden sollten. Oftmals wurden diese Werke von Adligen oder Fürsten gefördert, die zum Dank im Kupfertitel dargestellt wurden.
Da Buchblöcke bis zur Entstehung der industriellen Buchproduktion meist ungebunden, also ohne Bucheinband verkauft wurden, hatte diese Illustrationen auf der Oberseite des Buchblockes eine werbende Rolle im Verkauf.